# Damir Skomina
Damir Skomina (Capodistria, 5 agosto 1976) è un ex arbitro di calcio sloveno.
È stato eletto miglior arbitro del mondo del 2019 dall'IFFHS, la federazione mondiale di storia e statistica del calcio.
Tra le varie lingue che conosce anche per la sua attività di arbitro internazionale, Skomina parla correntemente l'italiano.
Il 30 agosto 2021, dopo più di 9 mesi lontano dai campi da calcio (l'ultima partita diretta risale al 4 novembre 2020, fase a Gironi della UEFA Champions League tra Club Bruges e Borussia Dortmund), annuncia il ritiro dall'attività arbitrale a causa di un infortunio. Da quando è professionista, Skomina ha arbitrato 560 partite

## Carriera
Arbitro effettivo dal 1992, dopo il classico iter nelle serie minori, fa il suo debutto nella massima divisione del campionato sloveno nel 2000. Tre anni dopo, il 1º gennaio 2003 è promosso internazionale, e in questo campo fa il suo esordio già il 30 aprile dello stesso anno, dirigendo la partita amichevole tra l'Ungheria e il Lussemburgo, terminata 5-1.
Sempre nel 2003 arriva una tra le sue prime esperienze importanti: è chiamato dall'UEFA a dirigere agli Europei Under-17 in Portogallo, dove gli viene assegnata la direzione di una delle due semifinali e successivamente il compito di IV uomo nella finale. Dopo questo torneo, ottiene la sua prima promozione all'interno dell'organico arbitrale UEFA: passa infatti dalla Categoria 4 alla Categoria 3.
Nel 2005 altre importanti esperienze per l'arbitro sloveno sono rappresentate dalla partecipazione alla Coppa delle Regioni UEFA e al campionato europeo di calcio Under-19, organizzato dall'UEFA in Irlanda del Nord. In questo torneo ottiene la direzione di un'importante semifinale, tra Francia e Germania. Ne consegue una successiva promozione: dalla Categoria 3 alla Categoria 2.
In questi primi anni da internazionale, ottiene anche alcune designazioni per turni preliminari di Champions League. Successivamente, a partire dal 2006, fa un passo in avanti in Coppa UEFA, ottenendo la designazione, tra le altre, di un sedicesimo di finale.
Nel 2005, arrivano le sue prime designazioni per le qualificazioni europee ad un mondiale, quello del 2006. Islanda, Malta, Liechtenstein e Lussemburgo sono alcune delle nazionali che dirige.
Nel 2007 importantissima è la partecipazione agli Europei Under 21. Qui dirige due partite della fase a gironi, ma soprattutto la finale, tra Olanda e Serbia.
Nel 2008, dopo aver svolto le funzioni di IV uomo agli Europei, è chiamato a dirigere le partite di calcio ai Giochi olimpici di Pechino, il suo nome figura infatti tra i cinque arbitri che rappresentano l'UEFA. Dirige una partita della fase a gironi e un quarto di finale.
Subito dopo, al rientro dall'esperienza olimpica, fa il suo esordio nella fase a gironi della Champions League di quell'anno, segnatamente nell'incontro tra PSV e O. Marsiglia terminato 2-0.
La definitiva consacrazione agli inizi della stagione 2009-2010: viene infatti promosso dall'UEFA nella categoria più importante, Elite, che racchiude i migliori fischietti d'Europa.
Subito dopo, a partire dalla Champions League 2009-2010, inizia ad essere presente stabilmente nella massima competizione europea per club. La sua prima direzione di gara è avvenuta il 15 settembre 2009, in un match che vedeva di fronte Maccabi Haifa e Bayern Monaco.
Nella fase ad eliminazione diretta della Champions League 2010-2011 dirige per la prima volta la partita di ritorno di un quarto di finale, nell'occasione tra Schalke 04 ed Inter.
Era in corsa per un posto ai Mondiali 2010 in Sudafrica, ma è stato scartato in un taglio successivo.
Nel dicembre 2011 viene selezionato ufficialmente per gli Europei di calcio del 2012 in Polonia ed Ucraina.
Nell'aprile 2012 viene inserito dalla FIFA in una lista di 52 arbitri preselezionati per i Mondiali 2014.
Poco dopo, viene designato dall'UEFA per una semifinale di ritorno di Europa League, per la prima volta nella sua carriera, nell'occasione il derby spagnolo tra Valencia ed Atletico Madrid.
Agli Europei in Polonia ed Ucraina, il fischietto sloveno dirige dapprima due partite della fase a gironi: Paesi Bassi-Danimarca e Svezia-Inghilterra, e successivamente un quarto di finale, tra Germania e Grecia.
Nell'agosto 2012 il fischietto sloveno riceve dall'UEFA l'importante designazione per la Supercoppa UEFA, disputatasi nell'occasione tra Chelsea ed Atlético Madrid, allo stadio Louis II nel Principato di Monaco.
Il 1º maggio 2013 dirige per la prima volta in carriera una semifinale di Champions League, la partita di ritorno tra Barcellona e Bayern Monaco.
Poco dopo, viene designato come quarto ufficiale in occasione della finale dell'edizione 2012-13 della Champions League, tra Borussia Dortmund e Bayern Monaco a Wembley, diretta dall'italiano Nicola Rizzoli.
Nel giugno del 2013 è selezionato dalla FIFA per prendere parte ai Mondiali Under 20 in Turchia. Qui dirige una sfida della fase a gironi e successivamente un ottavo di finale.
Nel novembre 2013 viene designato dalla commissione arbitrale FIFA per dirigere il ritorno di Francia-Ucraina, uno degli spareggi UEFA per l'accesso ai mondiali di Brasile 2014.
Nel gennaio 2014 non rientra nel novero degli arbitri selezionati per Brasile 2014, venendo così eliminato al taglio finale.
Il 14 maggio 2015 dirige la semifinale di ritorno di Europa League tra Fiorentina e Siviglia.
Il 15 dicembre 2015 viene ufficialmente selezionato per gli europei del 2016 in Francia. In questa competizione dirige dapprima due gare della fase a gironi, successivamente un ottavo di finale, ed infine un quarto di finale, quest'ultimo tra Galles e Belgio.
Nel maggio 2017 viene resa nota dalla FIFA la sua convocazione alla Confederations Cup 2017, in programma a giugno 2017 in Russia. In questa manifestazione dirige una gara della fase a gironi.
Il 12 maggio 2017 viene annunciato che dirigerà la finale di Europa League, sua prima direzione in una finale europea.
Il 29 marzo 2018 viene selezionato ufficialmente dalla FIFA per i mondiali di Russia 2018.
Il 2 maggio 2018 dirige la semifinale di ritorno di Champions League tra Roma e Liverpool, partita ricordata soprattutto per i numerosi errori arbitrali a favore della squadra ospite.
Ai mondiali di Russia dirige due gare della fase a gironi, ed un ottavo di finale, quest'ultimo tra Svezia e Svizzera. Nel torneo Skomina si rivela essere l'arbitro ad aver estratto più cartellini rossi (2, su 4 totali ed entrambi diretti) al colombiano Carlos Sanchez in Colombia-Giappone e allo svizzero Michael Lang in Svizzera-Svezia.
Il 14 maggio 2019 viene designato per arbitrare la finale di Champions League Tottenham-Liverpool che si è disputata il 1º giugno al Wanda Metropolitano di Madrid.
Nel 2019 si è piazzato al primo posto dell'annuale classifica dell'IFFHS dei migliori arbitri del mondo.